# Ataenius blapoides
Ataenius blapoides är en skalbaggsart som beskrevs av Vladimir Balthasar 1947. Ataenius blapoides ingår i släktet Ataenius och familjen Aphodiidae. Inga underarter finns listade.